# Албанијан ерлајнс
Албанијан ерлајнс (Albanian Airlines) је бивши национални авио-превозник Албаније са седиштем у Тирани. Главно чвориште компаније се налазило на аеродрому Тирана.
Због финанцијских проблема, компанија је формално престала да постоји 2011, а као албанског националног авио-превозника ју је наследила Ер Албанија 2019. године.

## Историја
Компанија је основана у мају 1991. године под именом Арберија ерлајнс (Arberia Airlines) и била је резервисана за путовања политичара комунистичке Албаније. Име је променила у мају 1992. године у Албанијан ерлајнс. Од 20. јуна 1995. године авио-компанија је почела да врши путничке летове. Те године је добила помоћ од албанских авио-компанија Албтранспорт и аустријске авио-компаније Тајролин ервејз. Флота се тада састојала од једног закупљеног авиона Де Хавиланд Канада Деш 8-102 који је имао аустријску регистрацију.
Године 1997. авио-компанија Тајролин ервејз је изашла из компаније Албанијан ерлајнса, и узела је и једини авион у флоти компаније. Албанијан ерлајнс је исте године приватизован и продат кувајтској М. А Карафи & Сине групи. Након тога, 1997. године компанија је била реструктурирана и почели су летови са једним авионом Ербас А320-231 који је био закупљен од авио-компаније Шороук ер из Египта. До 2001. године флота се састојала од 4 авиона типа Тупољев Ту-134 који су редовно летели до Болоње, Истанбула, Приштине, Рима, Франкфурта и Цириха. У јулу 2001. године, Албанијан ерлајнс је почела да унапређује флоту и из ње је избацила Тупољев Ту-134 авионе, а убацила први БАе 146. Још два авиона БАе 146 су стигла у Албанијан ерлајнс 2003. и 2004. године.
Албанијан ерлајнс је формално престала да постоји 2011, а као албанског националног авио-превозника ју је наследила Ер Албанија 2019. године.

## Флота
Флота Албанијан ерлајнса се састојала од следећих авиона (од маја 2010. године):
| Тип                   | Укупно | Седишта | Белешке |
| --------------------- | ------ | ------- | ------- |
| БАе 146-100           | 1      | 70-112  |         |
| БАе 146-200           | 1      | 70-112  |         |
| БАе 146-300           | 1      | 70-112  |         |
| Макдонел Даглас МД-82 | 1      | ?       |         |